# August Ifvarsson
August Ifvarsson (i riksdagen kallad Ifvarsson i Ränneslöv), född 4 april 1858 i Ränneslöv, död där 22 september 1918, var en svensk lantbrukare och riksdagsledamot (fram till 1909 högerman, därefter liberal). Han var son till lantmannapartiets grundare Carl Ifvarsson och svåger till riksdagsmannen Gustaf Gyllensvärd.
August Ifvarsson brukade gården Värestorp i Ränneslöv, där han också var framträdande kommunalman, bland annat som kommunalstämmans och kommunalnämndens ordförande. Han satt också i styrelsen för Katrinebergs folkhögskola.
Ifvarsson var riksdagsledamot i andra kammaren 1906–1914 (inklusive urtima riksmötet), fram till 1911 för Höks härads valkrets och från 1912 för Hallands läns valkrets. Fram till 1909 tillhörde han det högerinriktade Nationella framstegspartiet, men år 1910 övergick han till Liberala samlingspartiet. I riksdagen var han bland annat ledamot av 1907–1909 års tillfälliga utskott samt suppleant i statsutskottet 1910 och 1913–1914.